# Calandra (meccanica)

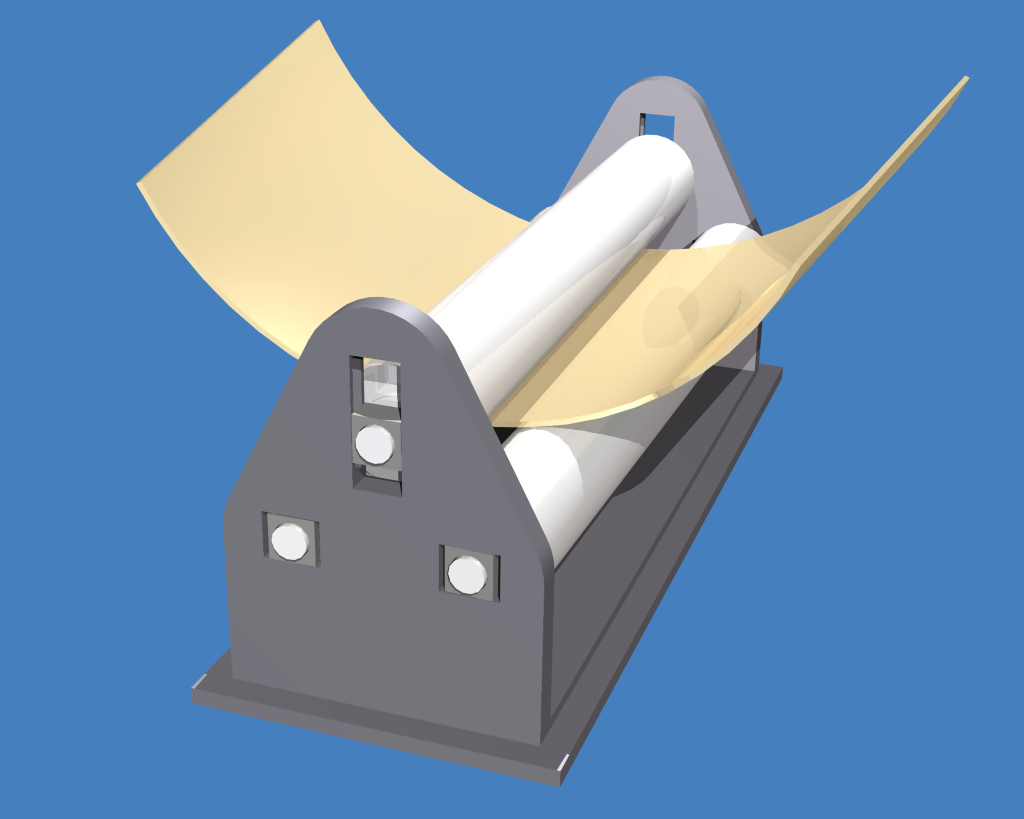
La lamiera passa fra i tre rulli della calandra.

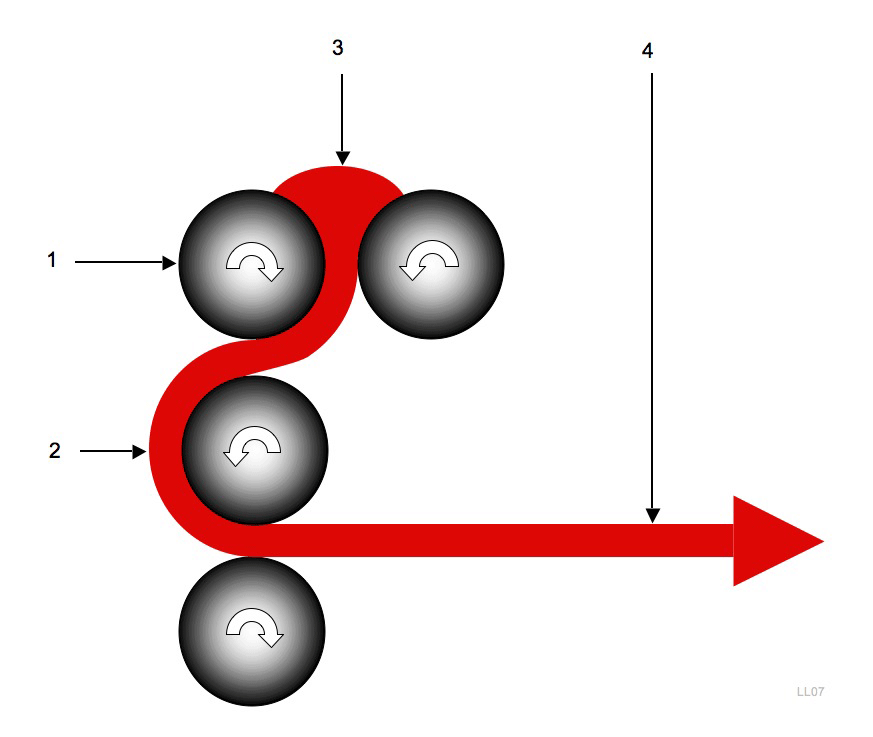
Schema del processo di calandratura

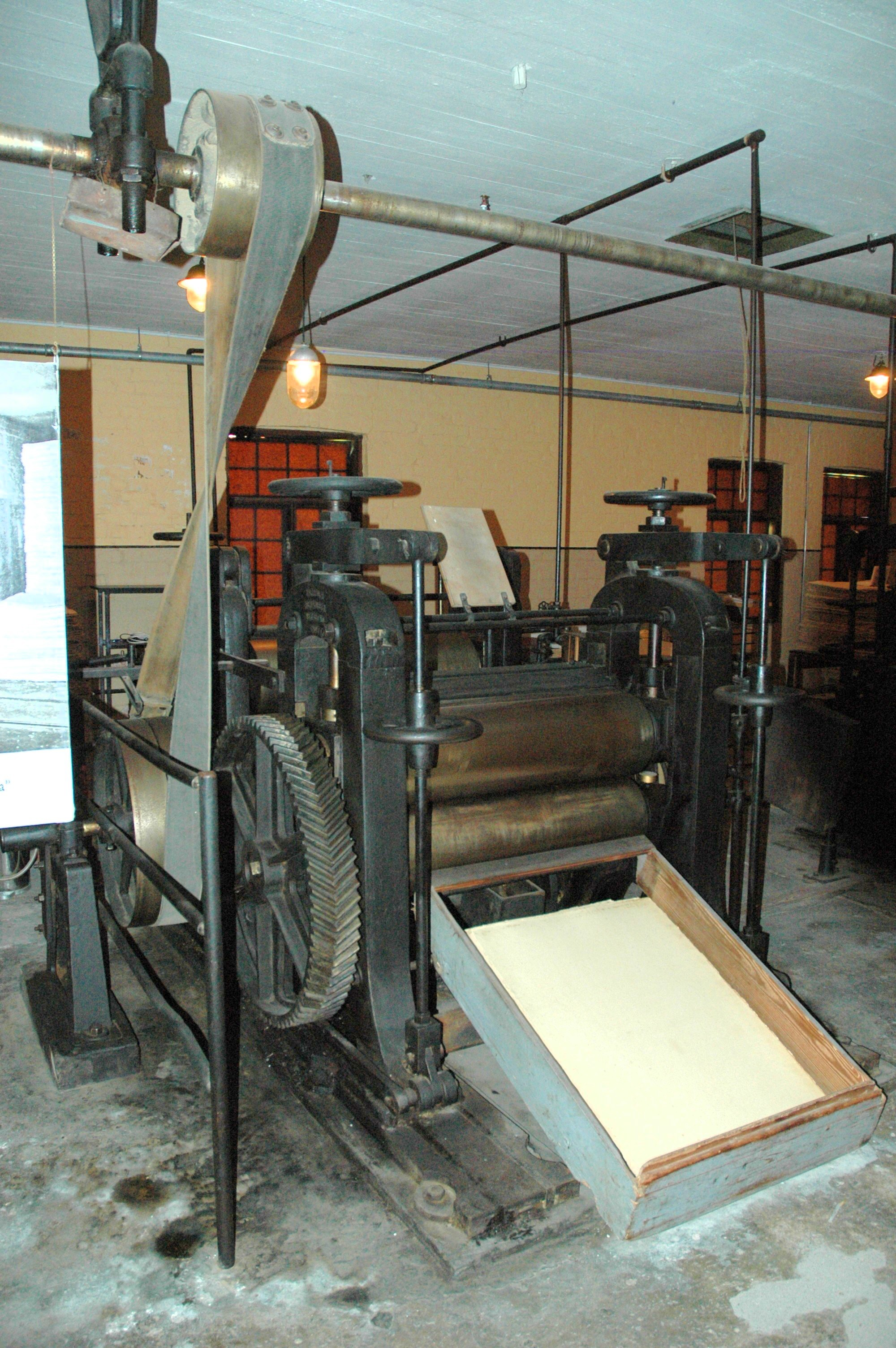
Un'antica calandra mossa da mulino ad acqua, nella storica cartiera di Verla

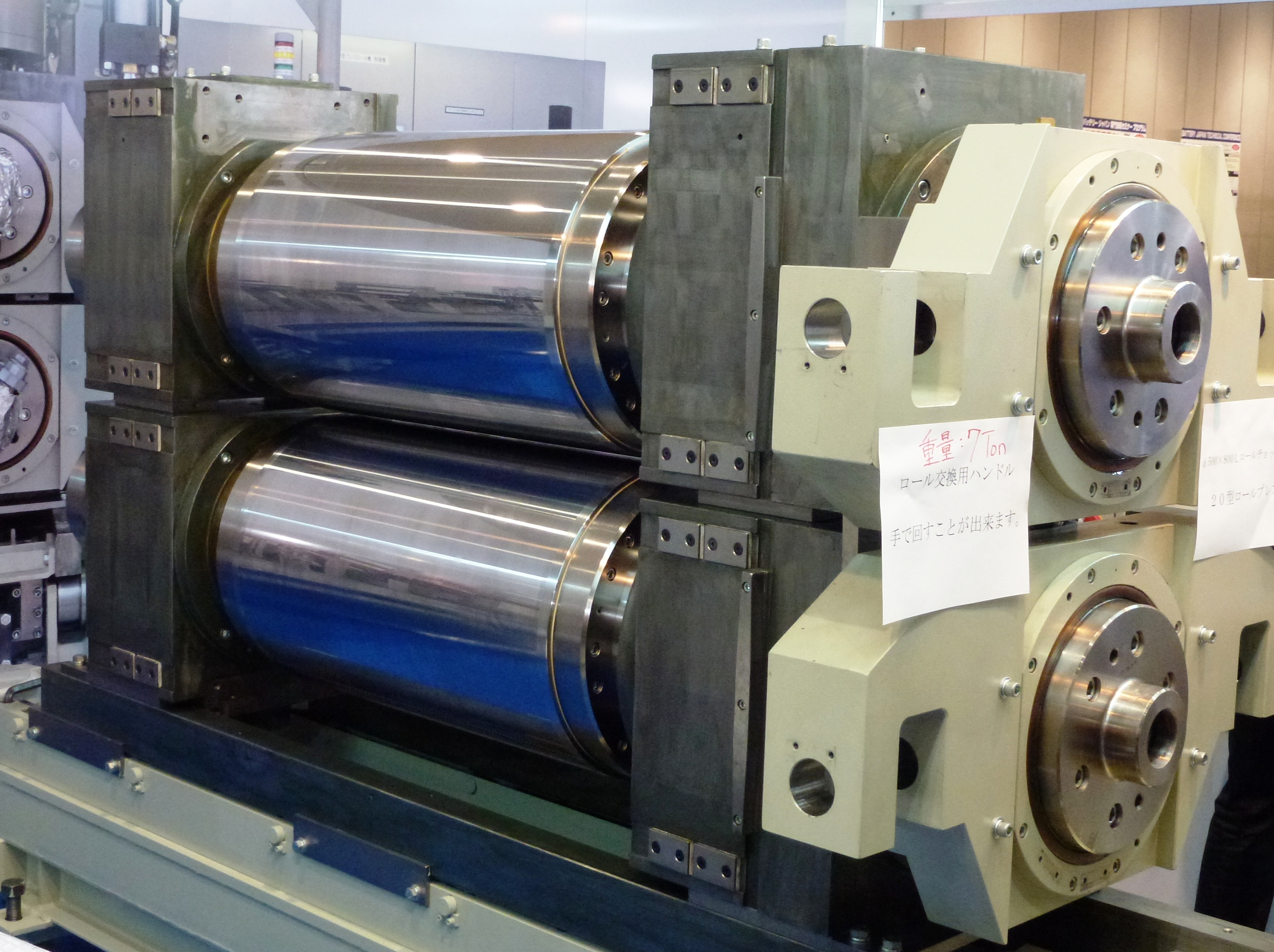
Calandra per la produzione di batterie agli ioni di litio.

La calandra è una macchina utensile costituita da due o più cilindri rotanti, fra i quali viene fatto passare il materiale da lavorare, che per essere lavorato deve essere in forma di fogli.

## Storia
Le calandre per la stiratura della serge furono apparentemente introdotte nei Paesi Bassi dai profughi fiamminghi della Guerra degli ottant'anni.
Nella Cina del XVIII secolo, i lavoratori chiamati "calandratori" nel settore della seta e del cotone utilizzavano rulli pesanti per pressare e rifinire il tessuto.
Nel 1836, Edwin M. Chaffee, della Roxbury India Rubber Company, brevettò una calandra a quattro rulli per produrre fogli di gomma. Chaffee lavorò con Charles Goodyear con l'intenzione di "produrre un foglio di gomma laminato su una base di tessuto". Le calandre venivano utilizzate anche per carta e tessuti molto prima delle successive applicazioni per i materiali termoplastici. Con l'espansione dell'industria della gomma si sviluppò anche la progettazione delle calandre, tanto che quando venne introdotto il PVC i macchinari erano già in grado di trasformarlo in pellicola. Come riportato in una panoramica sulla storia dello sviluppo delle calandre, "Ci fu sviluppo sia in Germania che negli Stati Uniti e probabilmente la prima calandratura di successo del PVC avvenne nel 1935 in Germania, dove l'anno precedente la ditta Hermann Berstorff di Hannover progettò la prima calandra specificatamente per lavorare questa plastica".
In passato, per la carta, i fogli venivano lavorati con un martello lucido o pressati tra fogli di metallo lucido in una pressa. Con la macchina continua a funzionamento continuo essa entrò a far parte del processo di arrotolamento della carta. La pressione tra i rulli, la "variazione di pressione", può essere ridotta riscaldando i rulli o inumidendo la superficie della carta. Ciò aiuta a mantenere l'ingombro e la rigidità della carta, il che è vantaggioso per il suo utilizzo successivo.
Le calandre moderne sono dotate di rulli rigidi riscaldati realizzati in ghisa o acciaio e rulli morbidi rivestiti con compositi polimerici. Il rullo morbido è leggermente non cilindrico, rastremato nel diametro verso entrambe le estremità, per allargare la linea di contatto di lavoro e distribuire la pressione specifica sulla carta in modo più uniforme.

## Applicazioni
La calandra è utilizzata:
- nell'industria della gomma, per ridurre la mescola in foglie[1]
- nell'industria cartaria, per lisciare e lucidare la superficie della carta[1]
- nell'industria tessile, per stirare i tessuti[1]
- nell'industria metallurgica (dove è chiamata anche curvatrice[1]), per curvare le lamiere metalliche.[1]

La goffratrice è un particolare tipo di calandra utilizzata per applicare impronte permanenti su vari materiali come carta, tessuti e cuoio.

## Funzionamento

### Calandratura della carta
In un'applicazione cartacea principale, la calandra si trova alla fine di un processo di fabbricazione della carta (in linea). Quelle che vengono utilizzate separatamente dal processo (fuori linea) sono anche chiamate supercalandre. Lo scopo di una calandra è quello di rendere la carta liscia e lucida per la stampa e la scrittura, nonché di spessore costante per i condensatori che utilizzano la carta come membrana dielettrica.
La sezione calandra di una macchina per la carta è costituita da una calandra e da altre apparecchiature. Il nastro di carta viene fatto scorrere in mezzo per lisciarlo ulteriormente, conferendogli anche uno spessore più uniforme. La pressione applicata al nastro dai rulli determina la finitura della carta e sono tre i tipi di finitura che la carta può avere.
La prima è la finitura a macchina, o carta MF, e può variare da un aspetto ruvido, opaco (non lucido) a una finitura liscia e di alta qualità.
La seconda è chiamata "finitura supercalandrata", o Carta MG (Machine Glazed), che è lucida/smaltata e adatta alla stampa a mezzitoni di alta qualità e con retinatura fine.
Il terzo tipo di finitura è chiamato "finitura con placcatura" e mentre i primi due tipi di finitura sono realizzati dalla stessa calandra, una finitura con placcatura si ottiene posizionando fogli di carta tagliati tra lastre di zinco o rame impilate insieme, quindi posizionati sotto pressione e riscaldamento. Una finitura speciale come una finitura in lino verrebbe ottenuta posizionando un pezzo di lino tra la lastra e il foglio di carta, oppure potrebbe essere utilizzato un rullo di acciaio goffrato.
Dopo la calandratura il velo presenta un contenuto di umidità pari a circa il 6% (a seconda della finitura). Viene avvolto su un rotolo chiamato tamburo e immagazzinato per il taglio finale e la spedizione.

### Supercalandra
Una supercalandra è una serie di calandre costituita da rulli alternati rivestiti in acciaio e fibra attraverso i quali viene fatta passare la carta per aumentarne la densità, la levigatezza e la lucentezza. È simile a una calandra, tranne per il fatto che vengono utilizzati alternativamente rulli in ghisa raffreddata e più morbidi. I rulli utilizzati per la supercalandratura della carta non patinata sono solitamente costituiti da ghisa e carta altamente compressa, mentre i rulli utilizzati per la carta patinata sono generalmente costituiti da ghisa e cotone altamente compresso. La finitura prodotta varia a seconda della materia prima utilizzata per realizzare la carta e della pressione esercitata su di essa, e va dalla più alta finitura inglese ad una superficie altamente satinata. Le carte supercalandrate vengono talvolta utilizzate per libri contenenti blocchi di linee sottili o mezzitoni perché stampano bene il carattere e i mezzitoni, sebbene per questi ultimi non risultino così bene come sulla carta patinata.

### Calandratura dei tessuti
La calandratura è un processo di finitura utilizzato su stoffe e tessuti. Viene utilizzata una calandra, solitamente per levigare, rivestire o assottigliare un materiale.
Con i tessili, il tessuto viene fatto passare sotto i rulli a temperature e pressioni elevate. La calandratura viene utilizzata su tessuti come il moiré per produrre il suo effetto annaffiato e anche sul cambrico e su alcuni tipi di raso.

### Altri materiali
Le calandre possono anche essere applicate a materiali diversi dalla carta quando è richiesta una superficie liscia e piana, come cotone, lino, seta e vari tessuti e polimeri sintetici come fogli di vinile e polimeri ABS e, in misura minore, HDPE, polipropilene e polistirolo.
La calandra è anche un'importante macchina di lavorazione nell'industria della gomma, in particolare nella produzione di pneumatici, dove viene utilizzata per lo strato interno e lo strato di tessuto.
La calandratura può essere utilizzata anche per lucidare o rendere uniformi i rivestimenti applicati ai substrati: un uso più antico era nella lucidatura dei nastri magnetici, per i quali il rullo di contatto ruota molto più velocemente della velocità del nastro. Più recentemente, viene utilizzato nella produzione di alcuni tipi di celle di batterie secondarie (come celle agli ioni di litio avvolte a spirale o prismatiche) per ottenere uno spessore uniforme dei rivestimenti del materiale degli elettrodi sui fogli del collettore di corrente.

## Sicurezza
Nell'uso della calandra è opportuno seguire alcune misure di sicurezza, ad esempio:
- Rispettare gli avvisi di sicurezza affissi sulla macchina e nell'area
- Controllare regolarmente il funzionamento di tutti gli arresti di emergenza
- Mantenere l'area attorno alla calandra libera da ostacoli di qualsiasi tipo e da sostanze chimiche che potrebbero far scivolare
- Indossare sempre i dispositivi di protezione individuale
- Tutte le attrezzature per la pulizia dei rulli devono avere manici lunghi per tenere le mani e le braccia dell'utente lontane dal macchinario
- Non indossare indumenti larghi che potrebbero impigliarsi nei rulli
- Non spruzzare i rulli della calandra con acqua o vapore. Gli sbalzi di temperatura improvvisi possono causare la rottura dei rulli della calandra